# José Ignacio Alemany Grau
José Ignacio Alemany Grau (ur. 27 stycznia 1934 w Madrycie) – hiszpański duchowny rzymskokatolicki posługujący w Peru, w latach 1995-2000 biskup Chachapoyas.

## Życiorys
Święcenia kapłańskie przyjął 11 stycznia 1959. 17 sierpnia 1995 został mianowany biskupem Chachapoyas. Sakrę biskupią otrzymał 15 października 1995. 18 maja 2000 zrezygnował z urzędu.